# Flavio Biondo
Flávio Biondo (ou Flavio Biondo, Flavius Biondus, Flavio Forliviensi; Forlì, c. 1388 — Roma, 4 de junho de 1463) foi um humanista, historiador, arqueólogo, erudito, enciclopedista, antiquário, filólogo e latinista italiano. Foi o primeiro a cunhar o termo Idade Média e um dos primeiros a ocupar-se com o estudo sobre a Antiguidade, sendo considerado precursor da arqueologia. Foi secretário e chanceler dos papas Eugênio IV, Nicolau V, Calisto III e Pio II. Foi autor de três enciclopédias que são a base de todas as obras sucessivas no que se refere à Antiguidade romana.

## Biografia
Nascido por volta de 1388 na cidade italiana de Forlì, na época capital da Romagna, desde a infância recebeu refinada educação. Ainda jovem teve aulas de retórica, poética e gramática com o erudito Giovanni Ballistário de Cremona. Durante breve permanência em Milão, descobriu e transcreveu algumas obras de Cícero tais como Brutus e De claris oratoribus. Em 1433, transferiu-se para Roma onde começou a se dedicar à sua carreira de escritor. Foi nomeado secretário da chancelaria do Papa Eugênio IV e em 1444 acompanhou o pontífice para o exílio, em Ferrara e Florença. Depois da morte do seu patrono, Flávio colocou-se a serviço dos seus sucessores Nicolau V, Calixto III e do grande humanista Pio II.

## Trabalhos arqueológicos
Biondo publicou três compêndios sistemáticos e documentados sobre as ruínas de Roma, que lhe deram a fama de ser considerado um dos primeiros arqueólogos. antiquários e historiadores subsequentes tiveram por base os fundamentos estabelecidos por Flavio e pelo seu contemporâneo mais velho Poggio Bracciolini (1380-1459), numa época em que as ruínas da antiga Roma estavam esquecidas e inexploradas. Quando em 1430 Bracciolini pisou no Capitólio pela primeira vez havia apenas campos desertos e abandonados. O Fórum, sepultado pela erosão do solo, fora roçado pelas vacas - o Campo Vaccino ("Campo das Vacas") - e porcos eram criados em sua vegetação nativa. Flavio e seus companheiros humanistas tal como Leone Batttista Alberti (1404-1472) começaram a explorar e a documentar a arquitetura, a topografia e a história de Roma, e em suas pesquisas reviveu a visão da glória antiga dos tempos de Roma.
A primeira obra de Flavio foi De Roma Instaurata (Roma Restaurada, 3 vols, 1444-1446), que é uma reconstrução da topografia da Roma antiga. Esta obra foi e continua sendo uma visão altamente influente e humanística sobre a restauração de Roma desde a glória dos seus tempos antigos através da recriação do que Roma teria sido baseado nas ruínas que restaram. Esta obra foi o primeiro guia sistemático e bem documentado das ruínas de Roma, ou na verdade das ruínas antigas, e por isso ele é considerado um dos primeiros arqueólogos.
A segunda obra De Roma triumphante (O Triunfo de Roma, 1459) foi muito popular em sua época e trata dos tempos do paganismo de Roma como modelo para as reformas governamentais e militares. O livro foi relevante ao reviver o patriotismo romano e o respeito pela Roma antiga, ao apresentar o papado como uma continuação do Império Romano.

## Obras históricas
As maiores obras de Biondo foram Italia illustrata (Itália ilustrada, escrita entre 1448 e 1458, e publicada em 1474), e a Historiarum ab inclinatione Romanorum imperii decades (Décadas de História desde o Declínio do Império Romano, escrita entre 1439 e 1453, e publicada em 1483).
A Italia illustrata (1474) trata-se de um livro de geografia, com base nas viagens pessoais do autor, e conta a história das dezoito províncias italianas. Ao contrário dos geógrafos medievais, cujo foco era apenas regional, Biondo, que tinha Estrabão como modelo, criou a ideia da Itália com inclusão de toda a península. Através da topografia, ele visava associar a Antiguidade com os tempos modernos, fazendo descrições de todas as localidades, a etimologia do seu topônimo e suas modificações através do tempo, e adicionou uma sinopse dos eventos importantes que diziam respeito a cada localização. Primeiro livro histórico de geografia, ele começa desde o Império e a República Romana, passando por 400 anos de invasões bárbaras além de fazer uma análise sobre Carlos Magno e os Imperadores do Sacro Império Romano posteriores. Ele forneceu uma excelente descrição do renascimento e da restauração humanística dos clássicos durante a primeira metade do século XV.
A maior obra de Flavio, Historiarum ab inclinatione Romanorum imperii decades, (Veneza, 1483), trata da História da Europa em 32 livros, desde o saque de Roma do ano 410 pelos visigodos, até 1442. Usando apenas as fontes primárias e mais fidedignas, ele se baseou num quadro constituído por três períodos, com o ressurgimento da Itália da época em que ele viveu e se libertando das tendências anteriores. Leonardo Bruni também utilizou o conceito de história em três períodos em sua obra História do Povo Florentino, escrita por volta da mesma época que o abra de Biondo.
Muitos autores mencionam Biondus em suas obras: Gerardus Vossius (1577-1649) se refere a ele baseado na Descrição de Roma de Georgius Fabricius (1516-1571). O Padre Philippe Labbe (1607-1667), em sua obra Trésor d'Épitaphes, e Laurentius Schraderus (1538-1606), em sua obra Monumentos da Itália também lhe fazem menção. Segundo Paulus Giovius (1483-1552), Biondus morreu com setenta anos de idade. Jean Gobelin e Christopher Sandius (1644-1680) também fizeram considerações sobre a época em que Biondus teria vivido. Tobias Magirus (1586-1652) fala sobre o seu epitáfio e diz que ele morreu em 1463. Ludovico Antonio Muratori (1672-1750), Francesco Filelfo (1398-1481) e Leandro Alberti (1479-1552) também citaram fatos sobre a biografia de Biondus além de Apostolo Zeno (1669-1750) e Girolamo Tiraboschi (1731-1794).

## Obras
Sobre arqueologia
- De Roma instaurata (Roma restaurada, 3 Volumes, 1444-1446).
- De Roma triumphante (Os triunfos de Roma, 1459)

História
- Historiarum ab inclinatione Romanorum imperii decades (História das décadas do Declínio do Império Romano, escrita entre 1439 e 1453, reimpressa em 1483)
- De Origine et Gestis Venetorum (sobre a Origem e a história de Veneza)
- Italia illustrata (Itália ilustrada, livro de geografia baseado nas viagens do autor, escrita entre 1448 e 1458, publicada em 1474.)
- Historiarum, obra de maior relevância do autor em 32 volumes, uma história da Europa desde a primeira tomada de Roma até 1442.
- Historiae Romanae - The Popular Encyclopaedia by A. Whitelaw.